# Labastide-de-Lévis

Labastide-de-Lévis este o comună în departamentul Tarn din sudul Franței. În 2009 avea o populație de 969 de locuitori.

## Evoluția populației
| An        | 1975 | 1982 | 1990 | 1999 | 2006 | 2009 |
| --------- | ---- | ---- | ---- | ---- | ---- | ---- |
| Populație | 766  | 763  | 780  | 861  | 947  | 969  |